# 取代論
取代論或替换神学，是一种基督教神学理念，认为基督教教会已经取代犹太人成为上帝的选民，并宣称通过耶稣基督的新约取代了摩西之约。